# Laganum dickersoni
Laganum dickersoni is een zee-egel uit de familie Laganidae.
De wetenschappelijke naam van de soort werd in 1933 gepubliceerd door Israelsky. 